# Туташево
Тута́шево (рос. Туташево) — присілок в Можгинському районі Удмуртії, Росія.
Урбаноніми:
- вулиці — Жовтнева, Зарічна, Леніна, Нагірна, Польова, Радянська, Садова, Шкільна

## Населення
Населення — 156 осіб (2010; 191 в 2002).
Національний склад станом на 2002 рік:
- удмурти — 96 %